# 鈴木裕樹
鈴木裕樹（1983年10月3日—），日本演員。所屬經紀公司為株式会社渡邊娛樂旗下的D-BOYS。

## 簡介
- 出身於日本岩手縣北上市。
- 身高180公分，體重66公斤。
- 腳的尺寸為28公分。
- 星座為天秤座。
- 綽號為「ズッキー」。
- 盛岡大學文學部兒童教育學科中退。
- 興趣是足球。小學、中學、高中都屬足球社。擔任守門員位置。崇拜的足球選手是川口能活。
- 出道作品為ミュージカル テニスの王子様(網球王子舞台劇)。飾演大石秀一郎。
- 代表作為獸拳戰隊激氣連者的主角─漢堂將 。
- 與同屬事務所的荒木宏文被飯連稱「ズキアラ」 (ZUUKIARA)
- 2020年12月16日公開發表結婚訊息，對象為非演藝圈人士的一般女性。

## 演出作品

### 電視節目
- DD-BOYS（2006年4月10日 - 9月25日、朝日電視台）
- ズキ☆アラ 〜Don't Trust Over30〜（页面存档备份，存于）（2013年4月7日 - 7月28日、BS富士）
- ズキ☆アラ 2ndシーズン 〜Don't think, Just feel〜（页面存档备份，存于）（2013年8月4日 - 9月29日、BS富士）

### 電視劇
- The・Hit Parade～改變藝能界的男人・渡辺晉物語～（2006年、富士電視台）- 飾 年輕時的老虎樂隊的成員
- 新三人時代（另譯 水漾青春）第3話（2006年7月 - 9月、朝日電視台）- 飾 神田
- 邱比特的惡作劇（2006年10月 - 12月、東京電視台）
- 獸拳戰隊激氣連者（2007年2月 -2008年2月 、朝日電視台）- 主演 漢堂將 // 激氣紅(配音)
- 安藤奈津 第4話（2007年7月28日 、TBS電視台）- 飾 森田優人
- 白色榮光（2008年10月～12月、富士電視台）- 飾 酒井利樹
- 守財奴（2009年1月～3月、日本電視台）- 飾 菅田純
- 隔壁的草皮 第1話、第3話（2009年7月1日、15日、TBS電視台）- 飾 要的同事
- 華麗大間諜 第4話（2009年8月8日、日本電視台）- 飾 達夫
- 帥哥麵屋偵探 第8話（2009年8月22日、日本電視台）- 飾 烏龍麵店店員 水澤
- 那個男人、副署長 第三部（2009年10月 - 12月、朝日電視台）- 飾 宮下岳
- 鬼太郎之妻（2010年4月 - 9月 、NHK電視台）- 飾 小林太一
- 海賊戰隊豪快者 第7話（2011年4月3日、朝日電視台）- 飾 漢堂將(激氣紅)
- 我是影子 第4話（2011年11月11日、TBS電視台）- 飾 橫澤伸一
- QP 第7話（2011年11月16日、日本電視台）- 飾 河野刑警
- 鈴子之戀（2012年1月 - 3月、東海電視台）- 飾 坂卷良太(成年)
- Hancho〜警視廳安積班〜 第8話（2012年5月28日、TBS電視台）- 飾 門脇修二
- 鑑識特搜班・九条禮子2〜知道骨頭的女人〜」（2012年10月3日、東京電視台）- 飾 猿又浩介
- 夜行觀覽車（2013年1月18日、TBS電視台）- 飾 建築公司員工 (遠藤啓介的同事)
- 警視廳・搜查一課長２（2013年4月13日、朝日電視台）- 飾 天笠一馬
- 玻璃之家（2013年9月3日 - 、NHK電視台）- 飾 森田文彥
- 房仲女王(2016年7月13日- 日本電視台)飾 八戶大輔
- UNNATURAL 第6話 (2018年2月17日- TBS電視台)飾 立花圭吾

### 電影
- 網球王子真人電影版（2006年） - 飾 大石秀一郎
- 純愛新娘（2006年）
- 獸拳戰隊激氣連者劇場版 你你!好好!香港大決戦（2007年） - 主演 漢堂將 // 激氣紅(配音)
- 鐵馬頑童（2008年） - 飾 由多比呂彦
- 大河浪漫三部曲 之「大奧-百花撩亂」（2008年） - 主演 德川家光
- 炎神戰隊轟音者VS獸拳戰隊激氣連者（2009年） - 主演 漢堂將 // 激氣紅(配音)
- 咒怨之白老婦（2009年） - 飾 萩本文哉
- 書和設計圖上都沒有的戀愛的正確方法（2010年） - 飾 米谷禰龍（ネル）
- 如果高中棒球社女經理讀過杜拉克的《管理學》（2011年6月4日）- 飾 二階正義
- 百年時鐘（2012年10月）- 飾 溝渕健治
- 向日葵～難忘沖繩那一日的天空～（2013年1月）
- 体脂肪計TANITA的員工食堂（2013年）
- 我們的明日（2013年秋）

### 舞台劇
- 《網球王子舞台劇》（2004年 - 2006年) - 飾 大石秀一郎
  - in winter 2004-2005 side 山吹 feat. 聖魯道夫学院
  - Dream Live 2nd
  - The Imperial Match 冰帝學園
  - The Imperial Match 冰帝學園 in winter 2005-2006
  - Dream Live 3rd
- limit～你的故事是什麼呢?～（2006年）
- ソフィストリー～詭弁～（2006年）- 飾 イゴー・コニグスバーグ
- OUT OF ORDER 〜偉人傳心〜（2007年）
- 《D-BOYS STAGE》
  - vol.1「完売御礼」（2007年）- 飾 長塚三郎/坂本竜馬
  - vol.2「LAST GAME〜最後的早慶戰〜」（2008年）- 飾 笠井和也
  - vol.3「鴉〜KARASU〜04」（2009年）- 主演 細谷十太夫直英
  - 2010 trial-2「LAST GAME」（2010年8月 - 9月）- 飾 笠井和也
  - 2010 trial-3「America」（2010年9月 - 11月）- 飾 池田
  - 2011 春公演「威尼斯商人」（2011年4月 - 5月）- 飾 羅倫佐(Lorenzo)
  - Dステ11th「クールの誕生」（2012年）
  - Dステ14th「十二夜」（2013年10月）- 飾 サー・アンドルー・エイギュチーク
- LOVE LETTERS（2012年）
- うかうか三十、ちょろちょろ四十（2013年5月 - 6月）- 飾 権ず

### 廣播
- D-RADIO BOYS SUPER feat.鈴木裕樹 荒木宏文（2011年10月 - 12月、bay-fm）

### 原創錄影帶
- サイレント（2006年）- 飾 須藤悠
- 心霊写真奇譚（2006年）- 飾 小島
- 獸拳戰隊激氣連者特別DVD ギュンギュン!拳聖大運動会（2007年） - 主演 漢堂將(激氣紅)
- 獸拳戰隊激氣連者 VS 轟轟戰隊冒險者（2008年、東映） - 主演 漢堂將(激氣紅)

### 相關書籍
寫真集
- 將&理央DOUBLE BOOK
- 獣拳戦隊ゲキレンジャー　キャラクターブック01
- 獣拳戦隊ゲキレンジャー パーフェクトファンブック PiKa PiKa

個人寫真集
- 王子系列寫真集 「鈴木裕樹」（2007年4月、学習研究社）ISBN 978-4-05-403377-1
- 君が笑ってくれるなら…（2008年5月、学習研究社） ISBN 978-4-05-403777-9
- ZUUKIARA系列「－360°」（2009年8月、学習研究社）ISBN 978-4-05-404269-8

## 外部連結
鈴木裕樹オフィシャルブログ「STAND BY MY」 （页面存档备份，存于） (2013.06.03～)
D-BOYS （页面存档备份，存于）
鈴木裕樹BLOG
| 前任： 高橋光臣 古谷徹 (聲演) （轟轟戰隊冒險者） | 日本超級戰隊系列紅色戰士演員 獸拳戰隊激氣連者 2007年2月18日-2008年2月10日 | 繼任： 古原靖久 （炎神戰隊轟音者） |